# Miguel Tornadijo
Miguel Tornadijo (n. en 1958 en Zaragoza, España) es un escritor de novela, poesía, teatro y narrativa además de periodista.

## Biografía
El escritor zaragozano Miguel Tornadijo nació el 10 de noviembre de 1958. 
En octubre de 1979 se traslada a vivir a París e inicia su actividad como corresponsal en Francia de la revista Cambio 16, siendo el periodista acreditado más joven de España en el extranjero con 20 años de edad.
Estudia Relaciones Internacionales en el Institut d´Études Politiques de Paris, Sciences Po. Aprovecha su estancia en la capital francesa para enviar esporádicamente artículos para El Heraldo de Aragón y colabora en Radio France Internationale.
En 1981 realiza un stage en la UNESCO en la División de la Libre Circulación de la Información y de las Políticas de Comunicación. (Comisión MacBride). Este mismo año inicia sus crónicas en el vespertino “El Noticiero Universal” de Barcelona.
A finales de 1982 abandona París para instalarse en Barcelona, donde ocupará el puesto de redactor de Cambio 16. Dos años más tarde se traslada a Madrid, para seguir trabajando en la sección de política nacional y grandes reportajes para Cambio 16. Con 25 años de edad se marcha a Londres como corresponsal del diario La Vanguardia.
Tras dos años viviendo a orillas del Támesis, de nuevo vuelve a España, donde es nombrado jefe de prensa de la compañía multinacional de automoción Nissan Motor Ibérica. En 1987 realiza colaboraciones para el diario Expansión.
El 9 de febrero de 1989 lanza un Manifiesto a favor de la dignidad humana y del romanticismo contra la decisión del alcalde de Figueres de enterrar a Dalí lejos de Gala, sin prueba testimonial alguna.
Miguel Tornadijo se considera a sí mismo como un defensor del neo-romanticismo.
Fue fundador en 1998 de Bellaterra Natura, una asociación medioambiental, de la cual fue presidente durante una década. Ha colaborado en organizaciones como WWW/España, Parque Nacional de Doñana, Adega, Depana, Banco de Alimentos y el Aula de Sostenibilidad de la Universidad de Sevilla.
En 2023 es Finalista del Premio Azorín de novela 2023

## Obra

### Poesía
- Cuaderno de una traición: Primera poética del exilio en Cataluña, publicada por Ediciones Vitrubio (2021)
- De los Tiempos Visibles: Paradoja (2012-actual)
- De los Tiempos Austriacos: Poemas frente al glaciar Dachstein y entre lagos (2007-actual)
- De los Tiempos Místicos: Peregrino en Schönstatt (2008-actual)
- Eremita en sábado: Versos dedicados a san Juan Bautista y a la vida solitaria (2012)
- De lo Alto, Del Ser-Separado y De la Utopía: Trilogía iniciada en una cabaña frente al glaciar Dachstein        (2010-2012)
- Versos arameos: Poemario inspirado en vocablos arameos del Antiguo y Nuevo Testamento (2011)
- Tan en Ti como por Ti: Versos en su etapa de formación inconclusa a diácono (2009)
- De los Tiempos Serenos: Otro Amanecer. Bellaterra, Lisboa… y más lejos (2004-2010)
- De los Tiempos Oscuros: Angustia, Esfuerzo, Pena. (1991-2003)
- De los Tiempos Eternos: Con Elisabeth. Barcelona, Moscú, Madrid, Londres. (1983-1990)
- De los Tiempos Volubles: En París (1979-1982)
- De los Tiempos Tempranos: Luciérnaga (1973-1975)
- CD Poemas recitados de san Juan de la Cruz y santa Teresa de Jesús (2011)

### Novela
- Finalista del Premio Azorín de novela 2023
- Monegros Valley: Historia de un misionero en Latinoamérica, que regresa jubilado a uno de los pueblos de la llamada ‘colonización’ promovida por el régimen franquista español en la estepa de Aragón (2009)
- Dali corpore bis sepulto: La trama se basa en el ‘Manifiesto a favor de la dignidad humana y del romanticismo’, que Miguel lanza en febrero de 1989 al fallecer el pintor Salvador Dalí y ser enterrado en Figueres contra la decisión del artista y no junto a su musa Gala en Púbol (2007)[4][5]
- En el campo del olvido: Historia de un amor imposible que se desarrolla en la España del siglo XVI (2005)
- Darío: Primera novela con la que obtiene en 1993 el Primer Premio Literario Ciudad de Irún (luego, Ciudad de San Sebastián). Miembros del jurado: Santos Sanz Villanueva, Miguel Agud, Raúl Guerra Garrido, Miguel Pelay y Andrés Sorel. La novela será editada al año siguiente por la Fundación Kutxa.[6]

### Narrativa
- Los Heteróclitos Obra inspirada en el movimiento antisistema compuesta por una parte narrativa -“Los Orígenes”-, otra poética -“Oda al Homo Sapiens Forensis”- con 1.100 versos, y un ensayo político -“Tratado del Homo Sapiens Consciente”- con 174 tesis para vivir en pequeñas comunidades.(2021)
- Términus: un tren de palabras (2009)
- Malenconías (1991 – 1998)
- La Generación del 75 (1977)

### Otras publicaciones
- Centenario de Laboratorios Bama-Geve 1909-2009. (2009)
- 50 Aniversario Asociación Española de Hematología y Hemoterapia. Guion DVD. (2008)
- Gaudí. Guía en cuatro idiomas, editor (2005)
- Dedicado a la vida. 60 Aniversario / A passion for life. 60th. Anniversary. Ed. Group Grifols Pharma Co. (2000)
- Mussap. Cap al tercer mil.leni / Hacia el tercer milenio. Ed. Mutua Mussap (2000)
- Imágenes del fin del milenio. 50 aniversario 1948-1998. Ed. Laboratorios Inibsa (1998)
- Veinte años después. El Hospital de la Cruz Roja en Hospitalet de Llobregat. Ed. Cruz Roja (1991)
- Nissan Motor Ibérica. Desde 1920, pioneros de la automoción. Ed. Nissan Motor Company (1990)
- Imágenes de la Cruz Roja en Cataluña. Catálogo de Exposición. Barcelona. Ed. Cruz Roja (1989)[7]

### Teatro
- Van Gogh y el señor Goto (2018)
- Miguel Angel Blanco (2015)
- Catalonian Romance (2014)